# Sumber Mulya (Pulau Panggung)
Sumber Mulya is een bestuurslaag in het regentschap Tanggamus van de provincie Lampung, Indonesië. Sumber Mulya telt 1097 inwoners (volkstelling 2010).